# 菱鲱属
菱鲱属（学名：Rhombichthys）是一种已灭绝的鲱鱼，存在于上白垩纪时期的约旦河西岸。
菱鲱的成年体有一个非常深的、被盾覆盖的腹部。腹部与高高的三角形背鳍相结合，使鱼的身体轮廓呈菱形，因此得名。相比之下，幼鱼的腹部要浅得多，轮廓呈圆形。